# Jouko N. Martikainen
Jouko Nestori Martikainen (* 21. April 1936 in Valtimo) ist ein finnischer evangelischer Kirchenhistoriker. Er war Professor für Kirchengeschichte an der Georg-August-Universität Göttingen in 1984–2001.

## Leben
Das Theologiestudium (1958–1963) an der Åbo Akademi schloss er 1972 mit dem Lizentiat der Theologie ab. In Cambridge hielt er sich 1970/1971 für einen Studienaufenthalt bei Sebastian Paul Brock auf. Anschließend war er von 1973 bis 1978 im kirchlichen Dienst als Sekretär des Erzbischofs von Turku tätig. Mit der Arbeit Das Böse und der Teufel in der Theologie Ephraems des Syrers. Eine systematisch-theologische Untersuchung wurde er 1978 an der Åbo Akademi promoviert. Von 1978 bis 1981 forschte er am Sonderforschungsbereich 13 an der Universität Göttingen. 1980 gründete er den deutsch-finnischen Arbeitskreis für Makarios-Forschung und das Makarios-Symposium. In den Jahren 1981/1982 war er Generalsekretär des kirchlichen Außenamtes der Lutherischen Kirche Finnlands. Seit 1982 ist er Dozent für Patristik an der Universität Helsinki und seit 1984 Professor für die orientalische, besonders für die syrische Kirchengeschichte an der Georg-August-Universität Göttingen. Er betreibt syrische Studien, christlich-arabische Studien und erforschte den Dialog zwischen Christentum und Islam. Er ist Leiter des Projektes Konkordanz zur syrischen Bibel.

## Veröffentlichungen (Auswahl)
- Das Böse und der Teufel in der Theologie Ephraems des Syrers: Eine systematisch-theologische Untersuchung. (Meddelanden från Stiftelsens för Åbo Akademi Forskningsinstitut; Band 32). Åbo Akademi Foundation, Åbo 1978, ISBN 951-648-381-X. (= Dissertation)
- Gerechtigkeit und Güte Gottes: Studien zur Theologie von Ephraem dem Syrer und Philoxenos von Mabbug. (Göttinger Orientforschungen. Reihe 1 Syriaca; Band 20). Harrassowitz, Wiesbaden 1981, ISBN 3-447-02093-8.
- Johannes I. Sedra: Einleitung, syrische Texte, Übersetzung und vollständiges Wörterverzeichnis. (Göttinger Orientforschungen. Reihe 1 Syriaca; Band 34). Harrassowitz, Wiesbaden 1991, ISBN 3-447-03114-X.
- Hans-Olov Kvist (Hrsg.): Makarios-Symposium über das Gebet: Vorträge der dritten Finnisch-Deutschen Theologentagung in Amelungsborn 1986. Åbo Förlag, Åbo 1989, ISBN 951-9498-48-6.